# オペラ座の怪人
『オペラ座の怪人』（オペラざのかいじん、フランス語: Le Fantôme de l'Opéra）は、フランスの作家ガストン・ルルーによって1909年に発表されたゴシック小説。1909年9月23日から1910年1月8日まで日刊紙『ル・ゴロワ』に連載されていた。1910年4月、ピエール・ラフィットにより出版された。
世界的に有名な作品の一つでもある。19世紀のパリ国立オペラで起こった史実を引用し、またカール・マリア・フォン・ウェーバーの『魔弾の射手』の1841年の公演のあらすじを基にしていると考えられている。これを原作として多数の映画、テレビ映画、ミュージカルなどが作られている。最も有名なものは1925年のロン・チェイニー主演映画『オペラの怪人』と1986年のアンドルー・ロイド・ウェバーによるミュージカル『オペラ座の怪人』である。
日本語訳としては、最初の映画版邦題は「オペラの怪人」で、1930年（昭和5年）刊行の日本語訳（田中早苗訳）の書目は「オペラ座の怪」であった。しかしフランス語原題に含まれる“l'Opéra”は、単なる「オペラ」ではなく固有名詞の「オペラ座」を意味するとの解釈により、古い映画を除いて以後は「オペラ座の怪人」が使用されている。

## 概要
新聞記者でもあったルルーの取材談のような疑似ノンフィクションテイストで書かれている。ルルーは執筆にあたり、実際のオペラ座（ガルニエ宮）の構造や地下の広大な奈落、建築経過などを詳しく取材しており、尚且つオペラ座が建設された当時の実際の幽霊話や陰惨な事件などを用いて、虚構と現実が入り交じったミステリアスな怪奇ロマンとして執筆した。
物語前半は、謎の『天使の声』に導かれ歌手として頭角を現す女優クリスティーヌ・ダーエと、彼女が謎の声に魅了されている様子を見て悩み苦しむ恋人ラウル・シャニュイ子爵の葛藤を中心とし、後半は『ファントム＝怪人』ことエリックの暴走と悲劇的な素性、そして彼の秘密を知るペルシャ人・ダロガの手記という形で描かれている（この手記を手に入れたルルーが本作を執筆したという仮想現実構造になっている）。特に終盤はダロガが事実上の主役級になっているのが、後のミュージカル版等との大きな相違である。

### 主な日本語訳
- 「オペラ座の怪人」三輪秀彦訳（創元推理文庫、1987年）- 以下題名は略
- 日影丈吉訳（ハヤカワ・ミステリ文庫、1989年）
- 長島良三訳（新版・角川文庫、2000年）
- 平岡敦訳（光文社古典新訳文庫、2013年）
- 村松定史訳（集英社みらい文庫）- 児童向け
- 村松潔訳（新潮文庫、2022年）

## あらすじ
舞台は1880年のパリ。年老いたマネージャーの退職日の夜、オペラ座の若手オペラ歌手のクリスティーヌはガラに出演して喝采を浴びる。幼馴染のラウル子爵はクリスティーヌの歌を聴き、彼女への愛を思い出す。この頃、オペラ座には謎の怪人が住み着いているという噂があり、月給2万フランと5番ボックス席の常時確保などを支配人に要求するなど、手紙や行動で、マネージャーに自身の存在を知らせていたという。怪人は音楽の才能に溢れ、投げ縄や奇術の達人でもあり、そしてクリスティーヌに恋をしていた。ガラの数日後、パリ国立オペラでは『ファウスト』を上演し、怪人の望みに反してカルロッタがプリマドンナとなり主役を演じる。上演中、カルロッタは声を失い、豪華なシャンデリアが客席に落下する。
怪人はクリスティーヌをさらい、自身が住むオペラ座の地下室に連れていき、エリックと名乗る。エリックは、クリスティーヌが数日間共に過ごし、自分を愛するようになることを望む。しかしエリックはクリスティーヌに仮面を剥ぎ取られ、鼻も唇もなく、落ち窪んだ目、生来の醜悪な人相に壊死した黄色い皮膚で覆われた、見るもおぞましいミイラのような顔を見られてしまったため、考えを変える。クリスティーヌが自分のもとを離れることを恐れたエリックは、彼女を永遠に自分のものとする決心をするが、2週間後クリスティーヌがここを出たいと言うと、自分の指輪をはめて信頼を裏切らないことを条件に解放する。
その後のクリスティーヌは、自分の楽屋の裏から聞こえる『天使の声』の指導で歌唱力を付け頭角を現すが、その様子に嫉妬したクリスティーヌの恋人ラウルは、『天使の声』の謎を解こうと奔走する。オペラ座の屋根の上で、クリスティーヌはラウルに、エリックにさらわれたことを打ち明ける。このエリックこそ『天使の声』であり、その正体はオペラ座の地下に広がる広大な水路の空間に住み着いた怪人であった。ラウルはエリックが、二度とクリスティーヌを見つけられないようにすると約束。翌日決行するつもりだと語り、クリスティーヌもこれに同意する。その一方でクリスティーヌはエリックを哀れに思い、最後にエリックのために歌うまで出て行かないことに決める。しかしエリックがこれを盗み聞きし、強い嫉妬を抱いていることを、クリスティーヌもラウルも気付いていなかった。
翌日の夜、『ファウスト』上演中にエリックはついに、クリスティーヌを誘拐してオペラ座の地下深く消え、強引に結婚しようとする。もし拒否すれば地下室に仕掛けた爆弾を爆発させオペラ座を破壊すると脅すが、クリスティーヌは拒否する。残されたラウルは元ダロガ（ペルシャ語で国家警察の長官という意味）の謎のペルシャ人と共に、クリスティーヌを取り戻すためオペラ座の地下のエリックの隠れ家へと潜入するが、辿り着いた先は侵入者用の拷問部屋だった。エリックはこれに気づき、ペルシャ人とラウルに、合わせ鏡のトリックと赤道直下の様な高温による拷問を始める。そのため彼らと地上の人々を守るべく、クリスティーヌはエリックと結婚することに合意する。そして仕掛けが作動し消火用水が爆薬を水没させるが、その水はそのまま拷問部屋に流れ込む仕掛けになっていた。エリックはそのままラウルとダロガを水死させようとするが、それに気づいたクリスティーヌは、自らの命を絶たずにエリックの「生ける花嫁」となる事に同意するのでラウルを殺さないようエリックに懇願する。エリックは拷問部屋からラウルとダロガを出す。エリックはダロガを地上に帰すものの、ラウルは解放せず地下の奥深くに監禁する。隠れ家に戻ったエリックは、クリスティーヌが自分を待っていた事、近づいても逃げたりせず額にキスをさせてくれた事に感極まって涙を流し、彼女の足元に崩れ落ちる。クリスティーヌは「可哀想で不幸なエリック」と言って涙を流す。エリックは、母親さえも自分にキスをさせてくれた事は無かったと後にダロガに明かす。エリックは2人を解放することを決め、ラウルの監禁を解く。エリックの家で再会したラウルとクリスティーヌは喜び抱き合う。エリックは、自分が死んだらクリスティーヌが訪問して遺体を埋葬し、その際クリスティーヌに渡した金の指輪を遺体の指にはめてくれるよう約束させる。去り際、クリスティーヌはエリックの額にキスをして隠れ家を後にする。しばらくしてエリックはダロガを訪問し、拷問後の一連の出来事を彼に話し、最後が間近になったら合図に遺品を送るので、新聞に自分の死を伝える記事を載せてくれるように頼む。三週間後、レポック紙に「エリック死亡」の記事が掲載された。

## 登場人物
- エリック: オペラ座の怪人、音楽の天使、オペラ・ゴースト。オペラ座で暗躍する人物。万能の天才だが、生まれつき骸骨のように醜い容貌を持つ。
- クリスティーヌ・ダーエ: パリ国立オペラの若く美しいスウェーデン人ソプラノ歌手。怪人が恋をする。
- ラウル・シャニュイ子爵: クリスティーヌの幼馴染の美青年。彼女と互いに恋するが、エリックが原因で亀裂が生じかける。
- ペルシア人: エリックの過去を知る謎の男。エリックと異なり良識派。エリックと旧知の仲だが、彼の悪事をあまりよく思っていない。
- フィリップ・シャニュイ伯爵: ラウルの兄。弟と異なり良識派の中年男性。クリスティーヌのことで暴走する弟を心配している。
- アマンド・モンチャミン、ファーミン・リチャード: オペラ座の新しいマネージャー、怪人の要求に悩まされる日々を送る。
- マダム・ジリー: リトル・メグの母、ボックス席案内員。エリックの知り合いの1人。
- メグ・ジリー: マダム・ジリーの一人娘のバレリーナ。のちのカストロ・バルベザク男爵夫人。
- デビエンヌ、ポリグニー: オペラ座の元マネージャー。かつてエリックの要求に苦しめられていたため、我慢の限界が来て引退しモンチャミンとリチャードにオペラ座の支配人の座を引き渡した。
- ジョセフ・ブケー: 道具係チーフ、怪人の顔を見たため冒頭で彼に殺される。
- カルロッタ: 我儘なプリマドンナ。パリ国立オペラのリード・ソプラノ。クリスティーヌを毛嫌いしている。
- メルシエ: オペラ座の舞台装置マネージャー。
- ガブリエル: 迷信的なコーラス・マスター。
- ミフロイド: クリスティーヌが行方不明になった時に呼ばれた警視。クリスティーヌの失踪をシャニュイ兄弟のいざこざの巻き添えと決めてかかる。
- レミー: マネージャーの秘書
- 警部補: 5番ボックス席の異変を捜査するために雇われた警部補。
- ショー･サルタン: エリックがかつて設計した宮殿に住む王で、彼を殺そうとする。
- ソレリ: リード・バレリーナ。フィリップと深い仲で、彼と行動を共にする。
- リトル・ジャミス: オペラ座で語られるバレリーナ。
- マダム・ヴァレリアス: クリスティーヌの保護者である人物。

## 映画化作品

### 1916年版
- 原題：Das Phantom der Oper
- 監督：エルンスト・マトライ
- 出演者：ニルス・オラフ・クリサンダー（エリック）、アウド・エゲーデ＝ニッセン（クリスティーヌ）、エルンスト・マトライ（ペルシア人）
- サイレント モノクロ 上映時間76分 ドイツ映画 日本未公開

最初の映画化作品。1915年秋にベルリンヴァイセンゼーのグリーンバウムスタジオで撮影された。監督を務めたエルンスト・マトライは、ペルシア人役として出演もしていた。脚本を務めたグレタ・シュレーダーは、本作撮影時にエルンストと結婚し、「グレタ・シュレーダー・マトレイ」名義となっている。
1916年3月にベルリンの映画館「マルモルハウス」で、4幕構成にて初上映された。その後、フィルムの長さが1,381mの5幕構成で公開されたものの、同年7月1日・8月1日のデュッセルドルフ警察による検閲や、1921年4月22日のライヒ映画法によるベルリンでの検閲等で、青少年閲覧禁止とされた。
なお、本作のフィルムは現存されていないと見られている。

### 1925年版
- 原題：The Phantom of the Opera[4]
- 邦題：オペラの怪人
- 監督：ルパート・ジュリアン
- 出演：ロン・チェイニー（エリック）、メアリー・フィルビン（クリスティーヌ）、ノーマン・ケリー（ラウル）
- サイレント パートカラー/モノクロ 上映時間107分 ユニバーサル映画 アメリカ映画

登場人物を必要最低限に減らした点と結末が異なる点以外は、原作に比較的忠実な映画化。エリックが「音楽と奇術に明るい、脱獄した猟奇犯罪者」に設定が変更されている。これ以降の映画版では、いずれもエリックが火事や事故などで醜悪な人相になったなどと、その原因を様々にアレンジして描いているが、本作は原作通り生来の醜さで、性格俳優ロン・チェイニーが特殊メイクを施して『ドクロのような人相のおぞましい化物』という描写をほぼ忠実に再現しているのが特徴。またエリックがクリスティーヌに向ける愛も、やはり原作通り身勝手でストーカーまがいの狂気じみたものであり、ミュージカル版で顕著になった三角関係という解釈はまだなく、純粋な怪奇映画の体裁を持っている。
この映画のオペラ座のセットは、1943年版他多くの映画でも使用され、今もユニバーサルスタジオに残る、世界最古の現役映画セットである。
サイレント映画だが、トーキー映画が誕生した1929年には、セリフとBGMを加えたトーキー版が公開された。オリジナルは、仮面舞踏会他いくつかの場面を2原色テクニカラーで撮影したパートカラー作品。息を呑むほど美しい色彩が評判を呼んだが、アメリカでも当時はカラーフィルムが高価だった為、全編モノクロ版も公開された。日本ではモノクロ版のみ公開された。1970年から1980年頃の8ミリ映画ブームの頃、仮面舞踏会のみ復元されたパートカラー版が8mmや16mmフィルムで販売され、日本でも輸入販売された。アメリカではパートカラー版(仮面舞踏会のみ)とモノクロ版のDVDが販売されているが、日本ではモノクロ版のDVDが販売されている。

### 1943年版
- 原題：Phantom of the Opera
- 邦題：オペラの怪人
- 監督：アーサー・ルービン
- 出演：クロード・レインズ（エリック）、スザンナ・フォスター（クリスティーヌ）、エドガー・バリア（ラウル）、ネルソン・エディ（アナトール）
- カラー 上映時間92分 ユニバーサル映画 アメリカ映画

テクニカラーで制作された作品で、常軌を逸する以前のエリックの悲劇を物語の前半に組み込むことで、彼を「怪物」扱いすることなしに、一人の人間として描き出そうという試みがみられる。エリックは長年オペラ座で演奏を続ける初老のバイオリニストだが、クリスティーヌの実の父であり、かつて音楽の仕事を追求するために幼い彼女と彼女の母親を捨てた作曲家であると設定された。ただ、この部分は初めの台本から削除され、完成した映画では、暗にクリスティーヌと父娘の関係であることを匂わせるにとどめ、真相は曖昧なまま、彼女は最後まで自分とエリックが父娘であることには気付いていない。
1943年度アカデミー撮影賞、アカデミー色彩美術賞を受賞。

### 1962年版
- 原題：The Phantom of the Opera
- 邦題：オペラ座の怪人
- 監督：テレンス・フィッシャー
- カラー 上映時間90分 ハマー・フィルム・プロダクション イギリス映画 日本未公開

| 役名                       | 俳優                   | 日本語吹替 |
| -------------------------- | ---------------------- | ---------- |
| ピートリー教授/怪人        | ハーバート・ロム       | 川久保潔   |
| クリスティーン・チャールズ | ヘザー・シアーズ       | 武藤礼子   |
| ハリー・ハンター           | エドワード・デ・スーザ | 岡部政明   |
| ラティマー                 | ソーリー・ウォルターズ | 田中信夫   |
| アンブローズ・ダーシー卿   | マイケル・ガフ         | 西田昭市   |
| ロッシ                     | マーティン・ミラー     | 永井一郎   |
| マリア                     | リアーヌ・オーキン     | 北浜晴子   |
| ビル                       | ハロルド・グッドウィン |            |
| 傴僂の従者                 | イアン・ウィルソン     |            |
| ネズミ捕りの男             | パトリック・トラウトン |            |

- 日本語吹替 - 初放送1970年6月26日 TBS 『金曜映画劇場』 ※DVD収録

### 1988年版
- 原題：Phantom of the Ritz
- カラー 上映時間88分 アメリカ映画 日本未公開

### 1989年版
- 原題：The Phantom of the Opera
- 邦題：オペラ座の怪人
- 監督：ドワイト・H・リトル
- カラー 上映時間93分 アメリカ映画

現代のニューヨークで、かつてエリックが作曲した「勝ち誇るドン・ジョヴァンニ」の楽譜を発見した女優クリスティーヌが100年前のパリにタイムスリップし、エリックと出会うというアレンジの作品。ファントムことエリックを「エルム街の悪夢」で主演したロバート・イングランドが演じ、ホラーテイストが強い作品となった。エリックは悪魔と契約して戯曲を完成させたことと引き替えに顔面の皮を剥がされた男という設定であるが、お馴染みの仮面を被らず、死体の皮を自らの顔面に縫いつけて行動するという猟奇的なキャラクターである。殺人場面も残酷で、カルロッタの首を斬り落として仮面舞踏会のディナーに出したり、犠牲者を吊し斬りにしたり内臓を掴み出したりなど、ファントムをジェイソンやフレディなどのシリアルキラーと同様の暴力的連続殺人鬼として描いた過激な場面が多い。クリスティーヌがエリックの本性を察知してからは恐怖の念しか持たない点では、原作のイメージに比較的近い作品である。

### 1991年版
- 原題：The Phantom of the Opera 2
- 邦題：オペラ座の怪人2
- 監督：グレイドン・クラーク
- 出演：ロバート・イングランド（エリック）
- カラー 上映時間96分 アメリカ映画

1989年版の続編。

### 1998年版
- 原題：Il Fantasma de l'Opera
- 邦題：オペラ座の怪人
- 監督：ダリオ・アルジェント
- 出演：ジュリアン・サンズ、アーシア・アルジェント
- 音楽：エンニオ・モリコーネ
- カラー 上映時間99分 イタリア/ハンガリー合作映画

イタリア・ホラー界の巨匠ダリオ・アルジェント監督の手による翻案映画化作品。ファントムは、下水に捨てられた捨て子で、流れ着いた地下迷宮のネズミに育てられたという設定となっているほか、美形の金髪青年で、仮面などを被って行動することはない。なお、クリスティーヌ役は監督の娘でもあるアーシア・アルジェントが演じた。美形のファントムとクリスティーヌの官能的性愛描写が強い。音楽はエンニオ・モリコーネが担当した。一方、ダリオ監督らしい惨劇風の殺戮描写も多く、1989年のロバート・イングランド主演版と同様、残酷描写の強さでは「オペラ座の怪人」全映像化作品中、最も過激なものの部類である。

### 2004年版
- 原題：The Phantom of the Opera
- 邦題：オペラ座の怪人
- 監督：ジョエル・シュマッカー
- 出演：ジェラルド・バトラー（ファントム）、エミー・ロッサム（クリスティーヌ）、パトリック・ウィルソン（ラウル）、ミランダ・リチャードソン（マダム・ジリー）、ミニー・ドライヴァー（カルロッタ）
- カラー 上映時間143分 アメリカ/イギリス合作映画

それまでの映像化作品と異なり、アンドリュー・ロイド・ウェバー版のミュージカルをベースにした作品。歌唱部分も吹き替え無しでそれぞれの役者が歌っている（カルロッタ役のミニー・ドライヴァーのみ吹き替えであったが、ドライヴァーも歌唱力を生かしてエンディング・テーマを歌った）。
怪人エリックは、醜さによって見世物小屋にいる少年が成長したという設定である。

## 翻案映画化作品

### 深夜の歌声
- 原題：夜半歌聲
- 監督：馬徐維邦
- 出演：金山
- モノクロ 上映時間120分 中国映画 日本未公開

1937年公開。舞台を中国に置き変えている。

### ファントム・オブ・パラダイス
- 原題：Phantom of the PARADISE
- 監督：ブライアン・デ・パルマ
- 出演：ウィリアム・フィンリー（ウィンスロー・リーチ）
- カラー 上映時間92分 アメリカ映画

1974年公開。ブライアン・デ・パルマ監督が、舞台を現代に置き変えて映画化したロックミュージカル。ガストン・ルルーの名はクレジットされていない。新作を盗まれた上、大物のロックプロモーターに濡れ衣を着せられて刑務所に送られてしまった主人公が復讐のために脱獄するも、忍び込んだレコード会社でプレス機に挟まれて顔を潰されてしまう。以後彼は仮面を被りファントムとなって、プロモーターの経営するコンサート会場「パラダイス座」の楽屋に忍び込み復讐の機会を伺う。

#### 夜半歌聲/逢いたくて、逢えなくて
- 原題：夜半歌聲 The Phantom Lover
- 監督：ロニー・ユー
- 出演：レスリー・チャン
- カラー 上映時間100分 香港／シンガポール合作映画

1995年公開。『深夜の歌声』のリメイク。1930年代の中国の北京を舞台に移し、レスリー・チャン主演で描くロマンティック・ホラー。花形スターと富豪の娘との悲恋という『ロミオとジュリエット』的要素も加えた作品。顔に掛けられた硫酸と劇場の大火事で醜くなってしまった青年が仮面を付ける。

## テレビドラマ化作品
- "El fantasma de la ópera" (1960) アルゼンチン作品 日本未公開
- The Phantom of the Opera (1983) アメリカ作品 マクシミリアン・シェル主演。日曜洋画劇場で放映。横内正が吹き替え。
- The Phantom of the Opera (1987) アメリカ作品 アニメーション 日本未公開
- The Phantom of the Opera (1990) アメリカ作品 バート・ランカスター主演。NHKで編集版を放映。VHS邦題『ファントム・オブ・オペラ』。
- The Phantom of the Opera (1991) アメリカ作品 日本未公開
- "O Fantasma da Ópera" (1991) ブラジル作品 日本未公開

## ミュージカル作品
ケン・ヒル版
アンドリュー・ロイド・ウェバー版
アーサー・コピット&モーリー・イェストン版

## 舞台化作品
イルカ団! GRAND GUIGNOL “La Machine” ＆ “Le Fantôme de”
2020/8/26［水］> 8/30［日］新宿シアターブラッツ
翻訳・脚色・構成・演出　小林ヒデタケ